# ケイティ・セルヴァーストーン
ケイティ・セルヴァーストーン（Katy Selverstone, 1966年2月4日 - ）は、アメリカ合衆国出身の女優である。

## 出演作品

### テレビ
- レバレッジ 〜詐欺師たちの流儀
- LAW & ORDER
- WITHOUT A TRACE/FBI 失踪者を追え!
- ミディアム 霊能者アリソン・デュボア
- ゴースト 〜天国からのささやき
- Lの世界
- クローザー
- CSI:科学捜査班
- CSI:マイアミ
- NIP/TUCK マイアミ整形外科医
- NYPD BLUE 〜ニューヨーク市警15分署

### 映画
- 9.11 アメリカ同時多発テロ 最後の真実
- ヤァヤァ・シスターズの聖なる秘密（若かりし頃のキャロ）